# James Napier
James Napier Robertson (nome completo: James William Napier Robertson, Wellington, Nova Zelândia, 24 de Março de 1982) é um ator de televisão, músico, roteirista, diretor e produtor neozelandês de cinema, e bisneto do Alan Napier. Como ator é conhecido mundialmente por interpretar Ranger Vermelho (Conner McKnight) da franquia Power Rangers, temporada Dino Trovão, também famoso na Nova Zelândia por atuar em The Tribe e Shortland Street. Estreou na direção em 2004 com o curta By Way of LA. É diretor ainda dos curtas Two Coins (2005) e Foul Play (2007). Estreou na direção de longas em 2009 com I’m Not Harry Jenson. Como diretor e roteirista, ganhou notoriedade com o filme The Dark Horse (Cavalo Negro), vencedor dos prêmios de Melhor Diretor, Melhor Roteiro e Melhor Filme no New Zealand Film Awards de 2014, e exibido no Festival do Rio 2015. Um filme neozelandês que segue a inspiradora história real do campeão de xadrez Genesis Potini, interpretado por Cliff Curtis. Em 2018, dirigiu episódios da série de TV, Romper Stomper continuidade à história contada pelo filme homônimo de 1992 do cineasta Geoffrey Wright e com Russell Crowe como protagonista.

## Biografia
É cantor principal e guitarrista da banda The Pistol Whips, que não é muito conhecida pelo mundo. O tio de James Napier é Marshall Napier, ele também é ator, a prima dele que é filha do Marshall chama-se Jessica Napier, que também é atriz. Ele foi roteirista e diretor do filme 'I'm Not Harry Jenson' (traduzido como: Eu não sou Harry Jenson), com seus amigos de longa data, Tom Hern (que atuou também em Power Rangers Dino Trovão, ele que interpretava o Devin) e Edward Sampson, ambos assumiram o papel de produtores do filme. O projeto foi aceite no Festival Internacional de filmes na Nova Zelândia em 2009 e recebeu financiamento de pós-produção numa comissão de filmes no país.

## Trabalhos Na Tv
- 1992 - Shortland Street Como Glen McNulty
- 1999 - The Tribe Como Jay
- 2001 - Being Eve Como Jared Preston
- 2003 - Mercy Peak Como Luke Bertram
- 2003 - Power Rangers: Ninja Storm Como  Eric McKnight
- 2004 - Power Rangers: Dino Thunder Como Conner McKnight/ Ranger Vermelho
- 2005 - Power Rangers: Space Patrol Delta Como Conner McKnight/ Ranger Vermelho
- 2009 - Go Girls Como Mark

Também trabalhou como Tarzan, aos 20 anos, no teatro.